# Liste der ungarischen Abgeordneten zum EU-Parlament (2004–2009)
Die Liste der ungarischen Abgeordneten zum EU-Parlament (2004–2009) listet alle ungarischen Mitglieder des 6. Europäischen Parlaments nach der Europawahl in Ungarn 2004.

## Mandatsstärke der Parteien
- SPE: 9
- ALDE: 2
- EVP-ED: 13

| Nationale Partei                     | Mandate | Fraktion                                                                   |
| ------------------------------------ | ------- | -------------------------------------------------------------------------- |
| Fidesz – Magyar Polgári Szövetség    | 12      | Fraktion der Europäischen Volkspartei und europäischer Demokraten (EVP-ED) |
| Magyar Demokrata Fórum (MDF)         | 01      | Fraktion der Europäischen Volkspartei und europäischer Demokraten (EVP-ED) |
| Magyar Szocialista Párt (MSZP)       | 09      | Sozialdemokratische Fraktion im Europäischen Parlament (SPE)               |
| Szabad Demokraták Szövetsége (SZDSZ) | 02      | Fraktion der Allianz der Liberalen und Demokraten für Europa (ALDE)        |
| Gesamt                               | 24      |                                                                            |

## Abgeordnete
| Bild | Name                | von           | bis           | Partei | Fraktion | Anmerkungen                   |
| ---- | ------------------- | ------------- | ------------- | ------ | -------- | ----------------------------- |
|      | Etelka Barsi-Pataky | 20. Juli 2004 | 13. Juli 2009 | Fidesz | EVP-ED   |                               |
|      | Zsolt László Becsey | 20. Juli 2004 | 13. Juli 2009 | Fidesz | EVP-ED   |                               |
|      | Antonio de Blasio   | 31. Juli 2006 | 13. Juli 2009 | Fidesz | EVP-ED   |                               |
|      | Gábor Demszky       | 20. Juli 2004 | 28. Okt. 2004 | SZDSZ  | ALDE     | Nachrücker: Viktória Mohácsi  |
|      | Alexandra Dobolyi   | 20. Juli 2004 | 13. Juli 2009 | MSZP   | SPE      |                               |
|      | Szabolcs Fazakas    | 20. Juli 2004 | 13. Juli 2009 | MSZP   | SPE      |                               |
|      | Kinga Gál           | 20. Juli 2004 | 13. Juli 2009 | Fidesz | EVP-ED   |                               |
|      | Béla Glattfelder    | 20. Juli 2004 | 13. Juli 2009 | Fidesz | EVP-ED   |                               |
|      | Zita Gurmai         | 20. Juli 2004 | 13. Juli 2009 | MSZP   | SPE      |                               |
|      | András Gyürk        | 20. Juli 2004 | 13. Juli 2009 | Fidesz | EVP-ED   |                               |
|      | Gábor Harangozó     | 20. Juli 2004 | 13. Juli 2009 | MSZP   | SPE      |                               |
|      | Gyula Hegyi         | 20. Juli 2004 | 13. Juli 2009 | MSZP   | SPE      |                               |
|      | Edit Herczog        | 20. Juli 2004 | 13. Juli 2009 | MSZP   | SPE      |                               |
|      | Lívia Járóka        | 20. Juli 2004 | 13. Juli 2009 | Fidesz | EVP-ED   |                               |
|      | Magda Kósáné Kovács | 20. Juli 2004 | 13. Juli 2009 | MSZP   | SPE      |                               |
|      | Katalin Lévai       | 20. Juli 2004 | 13. Juli 2009 | MSZP   | SPE      |                               |
|      | Viktória Mohácsi    | 29. Nov. 2004 | 13. Juli 2009 | SZDSZ  | ALDE     | Nachgerückt für Gábor Demszky |
|      | Péter Olajos        | 20. Juli 2004 | 13. Juli 2009 | MDF    | EVP-ED   |                               |
|      | Csaba Őry           | 20. Juli 2004 | 13. Juli 2009 | Fidesz | EVP-ED   |                               |
|      | István Pálfi        | 20. Juli 2004 | 13. Juli 2009 | Fidesz | EVP-ED   |                               |
|      | Pál Schmitt         | 20. Juli 2004 | 13. Juli 2009 | Fidesz | EVP-ED   |                               |
|      | György Schöpflin    | 20. Juli 2004 | 13. Juli 2009 | Fidesz | EVP-ED   |                               |
|      | László Surján       | 20. Juli 2004 | 13. Juli 2009 | Fidesz | EVP-ED   |                               |
|      | József Szájer       | 20. Juli 2004 | 13. Juli 2009 | Fidesz | EVP-ED   |                               |
|      | István Szent-Iványi | 20. Juli 2004 | 13. Juli 2009 | SZDSZ  | ALDE     |                               |
|      | Csaba Sándor Tabajd | 20. Juli 2004 | 13. Juli 2009 | MSZP   | SPE      |                               |